# Erasmus Rückgauer

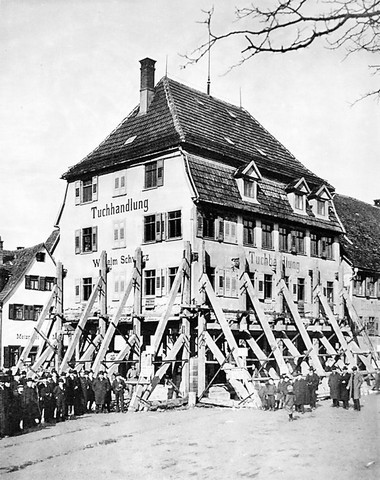
Anhebung des Hauses Bahnhofstraße 1 in Aalen

Erasmus Rückgauer (* 2. Juni 1844 in Nagelsberg; † 31. Mai 1907 in Stuttgart) war ein in Süddeutschland wirkender deutscher Bauunternehmer, der sich auf das Versetzen von Bauwerken spezialisiert hatte.
Rückgauer war gelernter Zimmermann und arbeitete zunächst als „Mühlarzt“. Später war er Geschäftsführer im Baugeschäft Hangleiter in Stuttgart und machte sich dann selbständig. 1897 ging er in Konkurs. Seine Söhne Eugen, Otto und Gustav gründeten daraufhin die Firma Eg. Rückgauer, Architect und Baugeschäftsinhaber. Erasmus Rückgauer war einige Zeit der Betriebsleiter dieser Firma. Ab den 1880er Jahren beschäftigte er sich mit dem Problem der Häuserhebung und konstruierte dafür Winden, die er sich patentieren ließ.
Rückgauer hob ab 1900 mittels eines aus Amerika eingeführten Verfahrens Häuser an, um sie versetzen oder durch ein daruntergemauertes Geschoss vergrößern zu können. Die erste Hebung nahm er im Jahr 1900 in Nürtingen vor, die zweite folgte in Mariazell bei Schramberg. Im Frühling 1903 wurde in Altensteig das Gasthaus „Grüner Baum“ angehoben, und 1904 wurde in Göppingen das Haus des Schmiedemeisters Böhler an der Ecke Marktstraße / Geislinger Straße (Geislinger Straße 35) angehoben und um ein Stockwerk erweitert. Das Bauwerk enthält heute eine Bäckerei. 1905 wurde das Haus Mettinger Straße 19, damals noch Mettinger Straße 17, in Esslingen am Neckar angehoben und um 17 Meter versetzt, damit die Fabrikantenfamilie Schimpf ihre von Albert Benz entworfene Villa an den gewünschten Platz setzen konnte.

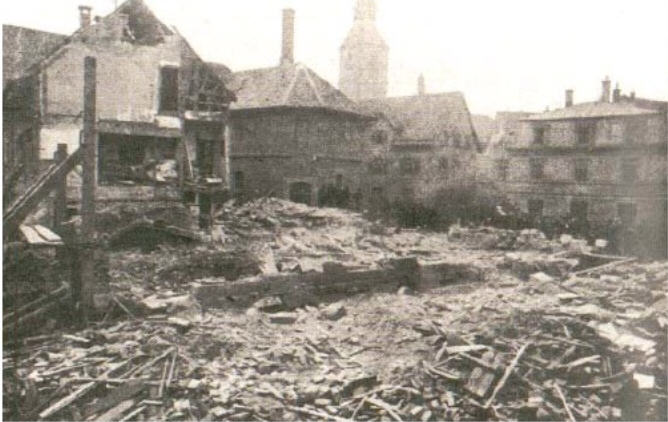
Der eingestürzte Gasthof Hirsch in Nagold

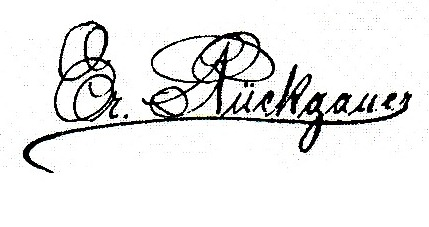
Rückgauers Unterschrift

Rückgauers Geschäft war sehr erfolgreich, bis nach etwa 80 geglückten Hebungen und einem Misserfolg – am 12. Dezember 1903 war das Café Waldburg in Lichtental (Baden-Baden) bei einem Hebungsversuch in sich zusammengebrochen – am 5. April 1906 das Gasthaus „Hirsch“ in Nagold während der Hebung einstürzte, wobei etwa 50 Menschen ums Leben kamen und rund 100 schwer verletzt wurden. Rückgauer erhielt dafür eine halbjährige Gefängnisstrafe, die er jedoch nicht mehr antreten konnte, da er 1907 an einer schweren Krankheit verstarb. An die Toten der Nagolder Katastrophe erinnert eine 1907 errichtete Kapelle auf dem Nagolder Friedhof.
Auch nach dem Unglück in Nagold wurden noch Häuser nach dem gleichen Verfahren angehoben. Ein weiteres Unglück mit vier Todesopfern und  sieben Schwerverletzten unter den Bauarbeitern ist für 1908 in Heckfeld überliefert.